# Skip the Use
 (décembre 2011).
Si vous disposez d'ouvrages ou d'articles de référence ou si vous connaissez des sites web de qualité traitant du thème abordé ici, merci de compléter l'article en donnant les références utiles à sa vérifiabilité et en les liant à la section « Notes et références ».
Skip the Use est un groupe de rock français créé en 2008 et originaire de Ronchin, dans le département du Nord. 
Le groupe, leadé par le chanteur Mat Bastard et épaulé par Yan Stefani, a été dissous de 2016 à 2019, Jay Gimenez, Lio Raepsaet et Manamax Catteloin laissant leurs places à Enzo Gabert (batterie) et Nelson Martins (basse). 

## Biographie
Le groupe est originellement composé des cinq membres du groupe de punk Carving. Ils jouent un rock énergique, emmenés par leur chanteur Mat Bastard, de son vrai nom, Mathieu-Emmanuel Monnaert, né le 7 novembre 1979 à Bruxelles. 
Le premier album éponyme  enregistré au studio YellowSub avec Yves Jaget et Manu Guiot membre de NPE, sort en octobre 2009. Il est coproduit par Calysta et NPE, NPE s'occupe également de leur première tournée en France (avec quelques dates au Canada, en Suisse, en Belgique, en Allemagne, en Hongrie, en Lettonie). Ils sont sélectionnés par l'Adami pour le projet «détours , ce qui les propulse rapidement dans des festivals comme le Printemps de Bourges (qui les a propulsés) le Main Square Festival, les Solidays en 2010 et 2011. Ils se produisent en première partie du groupe Trust puis de Rage Against the Machine.
En septembre 2011, l'EP Sound from the Shadow en numérique mais disponible en format physique aux stands de vente de leurs concerts : celui-ci contient cinq titres inédits, dont une reprise de Song 2 du groupe anglais Blur. À la suite de la sortie de cet EP, le groupe continue leur ascension publique grâce à plusieurs passages radios et télé. 
En janvier 2012, le groupe est nommé pour la premiere fois aux Victoires de la musique dans la catégorie «Groupe ou artiste révélation scène de l'année» et enregistre par ailleurs son nouveau single Ghost sur le plateau de Taratata, avec une chorale. 
Leur deuxième album, Can Be Late, certifié platine, sort le 6 février 2012 et rencontre un grand succès. Une première édition de l'opus contient une version classique, à savoir l'album seul, tandis que la version limitée contient un deuxième CD composé de 8 titres live issus du concert du 27 octobre 2011 à La Machine du Moulin rouge à Paris.
Le 8 février 2013, le groue remporte le prix du meilleur album rock aux Victoires de la musique et enchaine une tournée non-stop de plus de 350 dates en deux ans (Rock en Seine, Eurockéennes, Solidays, Francofolies, Garorock, Olympia, Zénith, etc.)
C’est avec le titre Nameless World que le groupe amorce son retour pour leur prochain album Little Armageddon. Ce titre mêle le rock et l'électro avec cette fois-ci une touche de ska sur les couplets. Le clip a la forme d'un court-métrage d'animation réalisé par Arthur de Pins, l'auteur de Zombillénium, et donne un aperçu du film homonyme, tout en y incluant le personnage en dessin animé de Mat Bastard. Le clip crée l'évenement et cumule plus de 130 millions de vues sur Youtube. 
Skip the Use sort le 24 février 2014 un nouvel album intitulé Little Armageddon. Pour rendre la production sonore meilleure, Skip the Use s'est entouré du producteur Dimitri Tikovoï (Placebo, The Horrors, John Cale, Goldfrapp, Scissor Sisters …) et d'Adrian Bushby (Muse, Foo Fighters, Jamiroquai), mixeur aux multiples Grammy Awards. En février 2015, l'album Little Armageddon est nommé aux Victoires de la musique 2015 dans la catégorie «meilleur album rock».
En avril 2016, le groupe est choisi pour interpréter le titre I was made for lovin' you (My team), reprise du titre de Kiss, utilisé comme chant des supporters pour l'Euro 2016 qui se déroulera en France. Elle provoque une certaine polémique du fait de ses paroles exclusivement en anglais et non en français.
Le 11 novembre 2016, La Voix du Nord publie une interview de Mat Bastard annonçant la fin du groupe, due à certains désaccords dont la nature n'a pas été révélée par le chanteur, qui souhaite se concentrer sur sa carrière solo. Néanmoins, ce dernier confie que le groupe pourrait se reformer dans le futur. Mat Bastard va s'installer à Los Angeles afin d'apprendre la production. Il travaille avec des producteurs américains et découvre ainsi le monde du hip-hop de l’intérieur. Il se rapproche également des membres de Nine Inch Nails, un groupe qui lui fait une impression aussi forte que lorsqu'il avait découvert Rage Against the Machine, et devient ami avec le guitariste du groupe, Robin Finck.
En 2017, Mat Bastard se lance dans une carrière solo avec un premier titre More Than Friends, tandis que Yan, Jay, Lio et Manamax accompagnés de la chanteuse Oma Jali forment un nouveau groupe baptisé « The NoFace »  dont premier album sort pour l'automne 2017.
En mai 2018, Mat Bastard affirme, au cours d'une interview accordée à Ouest-France, travailler avec Yan Stefani sur un nouvel album de Skip the Use.
En 2019, le groupe Skip the Use se reforme avec Mat Bastard (le chanteur) et Yan Stefani (guitariste) épaulés par de nouveaux musiciens, Enzo Gabert (batterie) et Nelson Martins (basse), et sort un cinquième album, Past & Future. En septembre 2019, le clip de Damn Cool écrit par Mat Bastard et composé par Mat et Yan sort. Le clip de ce titre est réalisé par Arnaud Ly Van Manh. Le groupe arpente des rues sombres en compagnie du champion d’escalade Philippe Ribière, atteint du syndrome de Rubinstein-Taby. 
Èn 2022, le groue Skip the Use sort un sixième album Human Disorder un album post-crise qui s'attache à analyser avec une indéfectible soif de vie les désordres et bouleversements humains engendrés par la pandémie. 
Le groupe fait la première partie du concert de Royal Republic le 16 novembre 2024 au Zénith de Paris.

## Engagement
Le groupe s'exprime contre l’extrême droite à l'approche des élections législatives de juin 2024.
Le groupe sera parrain du Festival ODP Talence, au profit des orphelins des sapeurs-pompiers de France, pour l'édition 2025.

## Discographie

### Classement des albums
| Titre                  | Détails                                                               | Meilleure position | Meilleure position | Certification     | Notes |
| Titre                  | Détails                                                               | Belgique (Wa)      | France             | Certification     | Notes |
| ---------------------- | --------------------------------------------------------------------- | ------------------ | ------------------ | ----------------- | --- |
| Skip the Use           | - Sortie : 5 octobre 2009 - Label : Calysta Music / NPE - Format : CD | —                  | —                  |                   | |
| Can Be Late            | - Sortie : 6 février 2012 - Label : Polydor - Format : CD             | 99                 | 35                 | Disque de platine | Avec bonus édition limitée, du second CD live de 8 pistes enregistré au Moulin rouge La Machine venue à Paris |
| Little Armageddon      | - Sortie : 24 février 2014 - Label : Polydor - Format : CD            | 17                 | 8                  | Disque d'or       | |
| Little Armageddon Tour | - Sortie : 9 février 2015 - Label : Polydor - Format : CD             |                    | 62                 |                   | |
| Past & Future          | - Sortie : 18 octobre 2019 - Label : Polydor - Format : CD            |                    | 57                 |                   | |
| Human Disorder         | Sortie : 25 mars 2022 Format : CD                                     |                    |                    |                   | |

### Classement des EPs
| Titre                 | Détails                                                                                          | Meilleure position | Meilleure position | Certification | Notes                                               |
| Titre                 | Détails                                                                                          | Belgique (Wa)      | France             | Certification | Notes                                               |
| --------------------- | ------------------------------------------------------------------------------------------------ | ------------------ | ------------------ | ------------- | --------------------------------------------------- |
| Sound from the Shadow | - Sortie : octobre 2011 - Label : Polydor - Format : Téléchargement digital CD (édition limitée) | —                  | 197                |               | CD édition limitée du groupe en live sous format CD |

### Classement des singles
| Année | Single                    | Meilleure position | Meilleure position | Certifications    | Album             |
| Année | Single                    | Belgique (Wa)      | France             | Certifications    | Album             |
| ----- | ------------------------- | ------------------ | ------------------ | ----------------- | ----------------- |
| 2012  | Ghost                     | 46                 | 24                 | Single de platine | Can Be Late       |
| 2012  | Give Me Your Life         | —                  | 173                |                   | Can Be Late       |
| 2013  | Cup of Coffee             | —                  | 72                 |                   | Can Be Late       |
| 2013  | Nameless World            | —                  | 42                 |                   | Little Armageddon |
| 2014  | The Story of Gods and Men | —                  | 137                |                   | Little Armageddon |

## Distinctions
- Victoires de la musique 2013 : album rock de l'année pour Can Be Late